# Craugastor azueroensis
Craugastor azueroensis is een kikker uit de familie Craugastoridae. De soort werd voor het eerst wetenschappelijk beschreven door Jay Mathers Savage in 1975. Oorspronkelijk werd de wetenschappelijke naam Eleutherodactylus azueroensis gebruikt.
De soort is endemisch in Panama. Craugastor azueroensis wordt bedreigd door het verlies van habitat.